# پارک ملی لار

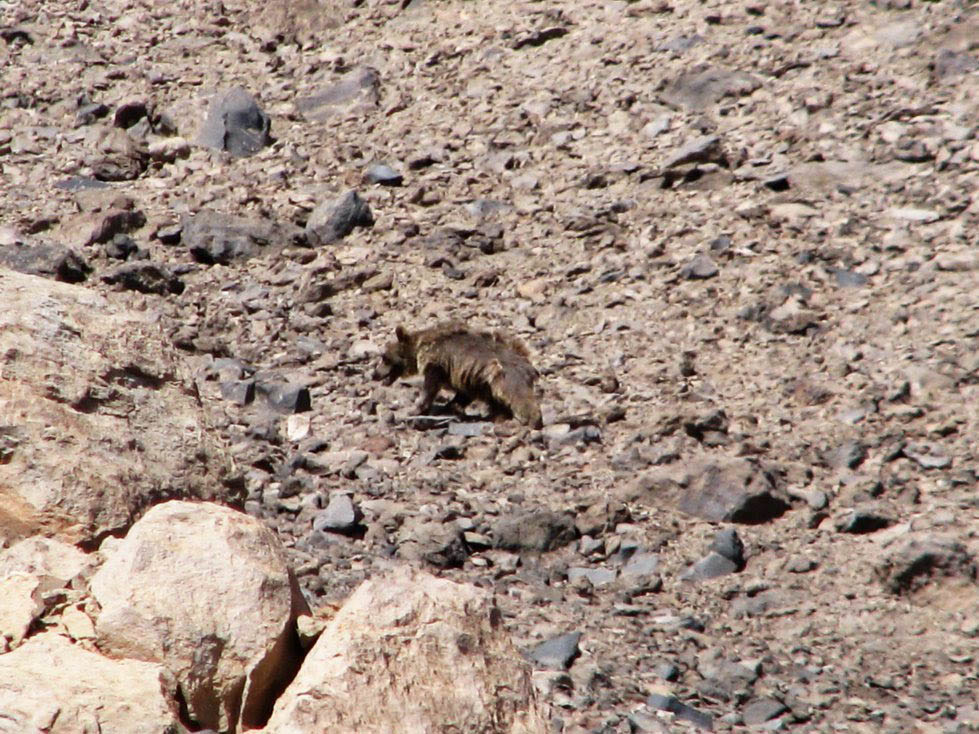
یک خرس قهوه‌ای در پارک ملی لار در ارتفاع ۴۸۰۰ متری کوه دماوند

پارک ملی لار یکی از مناطق حفاظت‌شده ایران است که دارای اکوسیستم‌های کوهستانی مرتفع و آبی می‌باشد. این منطقه در البرز مرکزی نزدیک دامنهٔ جنوب غربی دماوند و در مرز دو استان مازندران و تهران قرار گرفته است.
این منطقه در سال ۱۳۵۴ به پارک ملی مبدل شد. اما پس از انقلاب بر اساس تصویب شورای عالی حفاظت محیط زیست از سال ۱۳۶۱ درجهٔ حفاظتی آن کاهش یافته و به منطقه حفاظت‌شده بدل گردید و از سال ۱۳۷۰، در برخی از مناطق آن دوباره به پارک ملی تبدیل شد و شکار و تیراندازی در آن ممنوع گشت. وسعت این پارک در حدود ۳۰٬۰۰۰ هکتار است.
محدودهٔ پارک ملی لار فاقد نقاط مسکونی دائمی (شهر و روستا) بوده و در حاشیه و حریم آن نیز نقاط شهری و روستایی وجود ندارد، اما از زیست‌بومهای مهم عشایری است، که عشایر دوره ییلاقی خود را در آن سپری می‌کنند. بهره‌برداران شامل دوگروه عمده هستند. گروه اول ارگانهای دولتی و گروه دوم نیز بخش خصوصی یعنی عشایر یا دامداران کوچنده و زنبورداران هستند.

## اقلیم
این پارک از دو اقلیم ارتفاعات فوقانی و مرطوب و سرد تشکیل شده است که بارش زیادی را به‌صورت برف ایجاد می‌کند و به دلیل آنکه دارای ویژگی‌های خاص و گونه‌های متنوع گیاهی و جانوری است، تحت حفاظت قرار گرفته است. پهنای پارک ملی لار بین ۶ تا ۷ کیلومتر و درازای آن شصت کیلومتر است.

## پیشینه
قدمت تاریخی دره لار به قرون اولیه اسلام می‌رسد و در چند سده اخیر به سبب داشتن آب و سبزه خوب مورد توجه خاص بوده است که از ۲۷ سال پیش این منطقه با وسعت ۷۳۵۰۰ هکتار به پارک ملی تبدیل شد، در سال ۱۳۵۷ پاره‌ای تغییرات در حد و حدود منطقه داده شده و از سال ۱۳۶۱ برابر مصوبه شورای عالی حفاظت محیط زیست به منطقه حفاظت شده تبدیل شد. در سال ۱۳۸۰ مجدداً به پارک ملی ارتقا یافت و قسمت‌های گسترده‌ای از حوزه آبخیز لار نیز با مصوبه قانونی به عنوان منطقه شکار و تیراندازی ممنوع اعلام شده است.
در سال[۱۳۵۹ با اتمام ساخت سد لار در پای کوه دماوند در نزدیکی پارک ملی لار به یکی از مرتفع‌ترین دریاچه‌های انسان ساز تبدیل شد. چرای بی‌رویه و مفرط دام طی سال‌های گذشته، ایجاد راه‌های ارتباطی بدون بررسی و ارزیابی و فعالیت‌های دیگر بدون در نظر گرفتن ظرفیت موجود موجب آلودگی محیط، تخریب مراتع و فرسایش خاک و گاه خسارات جبران‌ناپذیری شده است.

## پوشش گیاهی و حیات وحش جانوری
عوامل بوم شناختی، توپوگرافی، خاک و سایر عوامل حیاتی، پوشش گیاهی و متنوع پارک ملی لار از دیرزمان راه تکامل را پیموده و در ترکیب آن به ویژه تحت تأثیر چرای بی‌رویه دام تغییراتی حاصل شده است. به‌طور کلی پوشش گیاهی منطقه از تیپ علفزار مشتمل بر گندمیان پایا و بوته‌زارها و پوشش‌های آلپی تشکیل شده و گیاهان دارویی صنعتی و غذایی دره لار نیز متنوع و دارای معروفیت و سابقه طولانی است که می‌توان از والک، گلپر، چای کوهی، گل گاوزبان، شیرین‌بیان، کاسنی، آویشن، پیازک، موسیر، باریجه، گون، خرگوشک، پونه، کاکوتی، شقایق و قارچ نام برد.
به علت موقعیت ویژه کوهستانی و آب منطقه در فصول مختلف سال پرندگان مهاجر و بومی چون کبک و کبک دری، بلدرچین، باکلان، حواصیل سفید و خاکستری، انواع پرندگان شکاری از جمله عقاب طلایی و هما و از پستانداران می‌توان گوسفند وحشی البرز مرکزی، کل‌وبز، پلنگ، گرگ، خرس قهوه‌ای، گراز، شغال و روباه را نام برد که به علت زیستگاه‌های مناسب از رشد خوبی برخوردارند.
برخی از خزندگان، دوزیستان و آبزیان پارک ملی لار نیز عبارت‌اند از افعی دماوندی، افعی البرزی، یله‌مار، بزمجه، انواع مارمولک و قورباغه و آبزی معروف منطقه نیز ماهی قزل‌آلای خال قرمز می‌باشد. این ماهی گونه‌ای غیربومی است در دوران پیش از انقلاب وارد آبهای رود لار شد.

## موقعیت جغرافیایی و راه‌ها
دسترسی و ورود به پارک ملی لار از سه مسیر ماشین‌رو صورت می‌گیرد.
دشت لار بزرگ‌ترین دره ایران است که در ۷۰ کیلومتری شرق تهران در جاده هراز قرار گرفته، آب و هوای متغیر این دشت و چشمه‌های متعدد آن را به سرزمین هزار چشمه مشهور کرده است. پارک ملی لار که حدود ۲۸ هکتار مساحت دارد مکانی مناسب برای راه‌پیمایی و دریاچه آن در صورت اجازه توسط سازمان حفاظت محیط زیست موقعیتی خوب برای شنا و ماهیگیری است. ابرهای دور دماوند اگر اجازه دهند، لار بهترین مکان برای دیدن چهره زیبای بام ایران و عکاسی از آن است.
برای شب ماندن در لار به این دلیل که پارک ملی است باید از سازمان حفاظت محیط زیست مجوز گرفت. هنگام چادر زدن نیز باید نزدیک نبودن به بستر رود را مد نظر داشت. آب و هوای لار بسیار متغیر است و ممکن است با یک بارش ناگهانی، سطح آب بالا بیاید.

## سد لار
نوع سد لار خاکی با هسته رسی است ارتفاع از پی ۱۰۵متر، ارتفاع از بستر رودخانه ۱۰۷متر، طول تاج ۱۱۵۰متر، گنجایش کل مخزن ۹۶۰میلیون متر مکعب، گنجایش مفید مخزن ۸۶۰میلیون متر مکعب، مساحت دریاچه در ارتفاع ۲۵۳۱متر برابر ۲۹ کیلومتر مربع، نوع سرریزها: سرریز اضطراری ساحل چپ با ظرفیت ۹۸۰ متر مکعب در ثانیه، سرریز کلاسیک ساحل راست با ظرفیت۱۲۰ متر مکعب در ثانیه می‌باشد. این سد بر اساس اهداف:
- تأمین آب اراضی کشاورزی استان مازندران (آمل و بابل)
- تولید برق آبی برای کمک به شبکه سراسری با استفاده از پتانسیل نیروی آب با اختلاف ارتفاع ۷۵۰ متر توسط تونل آب بر لار- کلان
- تأمین قسمتی از نیاز آب شرب تهران احداث گردیده است؛ که برای نیل به اهداف فوق تونل‌های آب‌رسانی به طول ۱۱۰۱ متر با قطر ۵ متر و حداکثر ظرفیت ۱۴۰ متر مکعب در ثانیه ساخته شده و تونل آب‌رسانی دیگری با حداکثر ظرفیت ۵/۱۸ متر مکعب در ثانیه آب مورد نیاز نیروگاه کلان را انتقال می‌دهد.

در سال ۱۳۵۹ آبگیری سد آغاز شد اما با افزایش ارتفاع آب در مخزن حفره بزرگی در بدنه سد به وجود آمد. بررسی‌ها نشان داد که توده‌سنگ‌های آهکی موجود در سراب سد باعث فرار آب از مخزن شده و این امر با افزایش دبی چشمه‌های هراز در پایاب سد باثبات رسیده است. همچنین بررسی‌ها نشان داد که غارهای عمیق و حجیمی در امتداد گسل‌های موجود در منطقه و در زیر سد وجود دارند که برای آب‌بندی آن‌ها تزریق سیمان انجام می‌گیرد. به همین علت بهره‌برداری از سد مذکور به عنوان یک سد مخزنی انجام نمی‌گیرد و در حدود امکانات قسمتی از جریان آب مورد استفاده اراضی کشاورزی مازندران و بخشی دیگر مورد استفاده شرب تهران قرار می‌گیرد.

## موقعیت جغرافیایی و راه‌ها
راه‌های اصلی ورود به پارک ملی لار از مسیر جاده تهران - آمل پس از ورود به پلور از طریق سه راهی لار که به پست ورودی واحد محیط زیست دلیچای می‌رسد بوده، و از طریق جاجرود یا گلندرک می‌توان وارد جاده سد لتیان شد و پس از گذشتن از گردنه ایرا به ورودی محیط‌بانی قوش‌خانه و سپس کمر دشت رسید. همچنین جاده رودهن به ایرا نیز به قوش‌خانه منتهی می‌شود.

## عوامل تهدیدکننده پارک ملی لار
- چرای بیش از اندازه دام
- ساخت جاده گرمابدر به بلده
- کمبود محیط بان و امکانات اجرایی
- بهره‌برداری از معدن‌های موجود در منطقه، شکار بی‌رویه و غیرمجاز، عدم همکاری سازمان‌های مرتبط با منطقه و عدم رعایت مسائل زیست‌محیطی توسط گردشگران
- نبودن مراکز رفاهی و اسکان مناسب برای مسافران در این محدوده[۱۳][۱۴]